# Aciachne acicularis
Aciachne es un género de plantas de la familia de las gramíneas. Es originaria de Sudamérica. Comprende 4 especies descritas y de estas, solo 3 aceptadas.

## Descripción
Son plantas perennes bajas, acojinadas punzantes, densamente cespitosas. Vainas densamente traslapadas, brillantes, 5-nervias, los márgenes hialinos; lígula una membrana rígida, erecta; láminas lineares, plegadas, punzantes. Inflorescencia una espiga corta de 1-3 espiguillas, en su mayor parte escondidas. Espiguillas teretes, glabras, con 1 flósculo bisexual; desarticulación arriba de las glumas; glumas más cortas que el flósculo, iguales, obtusas, rígidas, 3-5-nervias; lema terete, endurecida, convoluta, 3-nervia, rostrada, sin corona, los márgenes traslapados; pálea más corta que la lema, 2-nervia, ecarinada; callo truncado, glabro; lodículas 3, dimorfas; estambres 3; estilos 2. Fruto una cariopsis; hilo punteado.

## Taxonomía
El género fue descrito por George Bentham y publicado en Hooker's Icones Plantarum 14: 44, pl. 1362. 1881. La especie tipo es: Aciachne pulvinata

## Especies aceptadas
A continuación se brinda un listado de las especies del género Aciachne acicularis aceptadas hasta noviembre de 2014, ordenadas alfabéticamente. Para cada una se indica el nombre binomial seguido del autor, abreviado según las convenciones y usos.	
- Aciachne acicularis
- Aciachne flagellifera
- Aciachne pulvinata